# Zakład leczniczy
Zakład leczniczy – zespół składników majątkowych, za pomocą którego podmiot leczniczy wykonuje określony rodzaj działalności leczniczej. Każdy podmiot leczniczy prowadzi zakład leczniczy. W wypadku tych podmiotów leczniczych, które mają status przedsiębiorców w rozumieniu art. 431 KC, zakład leczniczy wchodzi w skład ich przedsiębiorstwa, jako jego zorganizowana i wyodrębniona część. W wypadku podmiotów leczniczych, które nie mają statusu przedsiębiorców, prowadzone przez nie zakłady lecznicze nie są w obecnym stanie prawym kwalifikowane jako przedsiębiorstwa.